# Arroyo del Sauce (Arroyo Don Esteban, II)
Der Arroyo del Sauce ist ein Fluss in Uruguay.
Der Arroyo del Sauce, einer von zwei gleichnamigen Nebenflüssen des Arroyo Don Esteban Grande, entspringt in der Cuchilla de Haedo auf dem Gebiet des Departamento Río Negro nördlich von Menafra. Von dort in Nordnordwest-Südsüdost-Richtung verlaufend mündet er als rechtsseitiger Nebenfluss in den Arroyo Don Esteban Grande.